# Villagómez la Nueva
Villagómez la Nueva is een gemeente in de Spaanse provincie Valladolid in de regio Castilië en León met een oppervlakte van 12,28 km². Villagómez la Nueva telt 69 inwoners (1 januari 2016).

## Demografische ontwikkeling
Bron: INE, 1857-2011: volkstellingen